# Xavier Jones
Xavier Jones (Houston, 24 agosto 1997) è un giocatore di football americano statunitense che milita nel ruolo di running back per i Los Angeles Rams della National Football League (NFL).

## Carriera

### Los Angeles Rams
Jones firmò con i Los Angeles Rams dopo non essere stato scelto nel Draft NFL 2020. Nella sua stagione da rookie disputò 13 partite, giocando principalmente negli special team.
Il 31 agosto 2021 Jones fu inserito in lista infortunati. A fine stagione vinse da inattivo il Super Bowl LVI quando i Rams batterono i Cincinnati Bengals.

## Palmarès
- Super Bowl : 1

Los Angeles Rams: LVI
- National Football Conference Championship: 1

Los Angeles Rams: 2021